# Ernesto Manuel Belaunde
Ernesto Manuel Belaunde fue un criminalista y oficial de la Policía de la Capital, (predecesora de la actual Policía Federal Argentina), inventor del método para la toma de fotografías de proyectiles de manera continua. Las imágenes obtenidas tanto del proyectil incriminado como del proyectil testigo permitían por medio de su comparación, determinar si habían sido disparados por la misma arma. Aunque el abordaje comparativo del estudio no difería de los métodos que lo precedieron, lo novedoso del “Fotocomparador Belaunde” fue la obtención de las imágenes de manera automática, prescindiendo de la manipulación humana o bien del empleo de otros soportes metálicos sobre los cuales reproducir las improntas que el estriado del cañón deja en los proyectiles. Según el historiador y periodista estadounidense Martin Edwin Andersen,

“El fotocomparador Belaunde fue, junto con el sistema dactiloscópico de Vucetich, uno de los dos aportes argentinos mas importantes a la criminalística internacional” 

## Reseña biográfica
Nació el 8 de febrero de 1884 en la Ciudad de Buenos Aires, siendo hijo de Alejo Leónidas Belaunde, un técnico armero de la Policía de la Capital y de Dolores Escarano. Falleció en el Hospital Policial Bartolomé Churruca, el 17 de abril de 1963 a los 79 años y sus restos fueron inhumados en el Panteón Policial del Cementerio de la Chacarita.

## Desarrollo Profesional
Ingresó a la Policía de la Capital, fuerza que por entonces era la responsable de la seguridad pública de la Ciudad de Buenos Aires y que dependía del gobierno nacional, el 1 de octubre de 1906. Fue tempranamente destinado a la División Investigaciones comandada por el Comisario José Gregorio Rossi, el introductor de la identificación dactiloscópica en esa Institución. Dentro de dicha unidad fue asignado a la Sección Identificaciones, mas precisamente al gabinete fotográfico y que funcionaba en una oficina de la terraza del Departamento Central de Policía. El contacto con la tecnología fotográfica y su cercanía al mundo de las armas por influencia paterna, en cierta manera explican el origen de los conocimientos que luego aplicaría en su sistema. 
Hacia 1912, se crearía el Gabinete Scopométrico, que agrupaba las pericias balísticas, mecanográficas, planimétricas y scopométrricas, del que Belaunde, con el grado de Subcomisario, llegaría a ser su jefe a partir del año 1935. Como integrante del mismo, no solo aportaría el fotocomparador sino que también descubriría el uso de la “luz negra” para el revelado de sellos eliminados por raspado en documentos y otros soportes de papel. Finalmente y ya con el grado de Comisario, se retiraría en 1941 como Jefe de la División Identificaciones. 

## Los estudios balísticos antes delSistema Belaunde

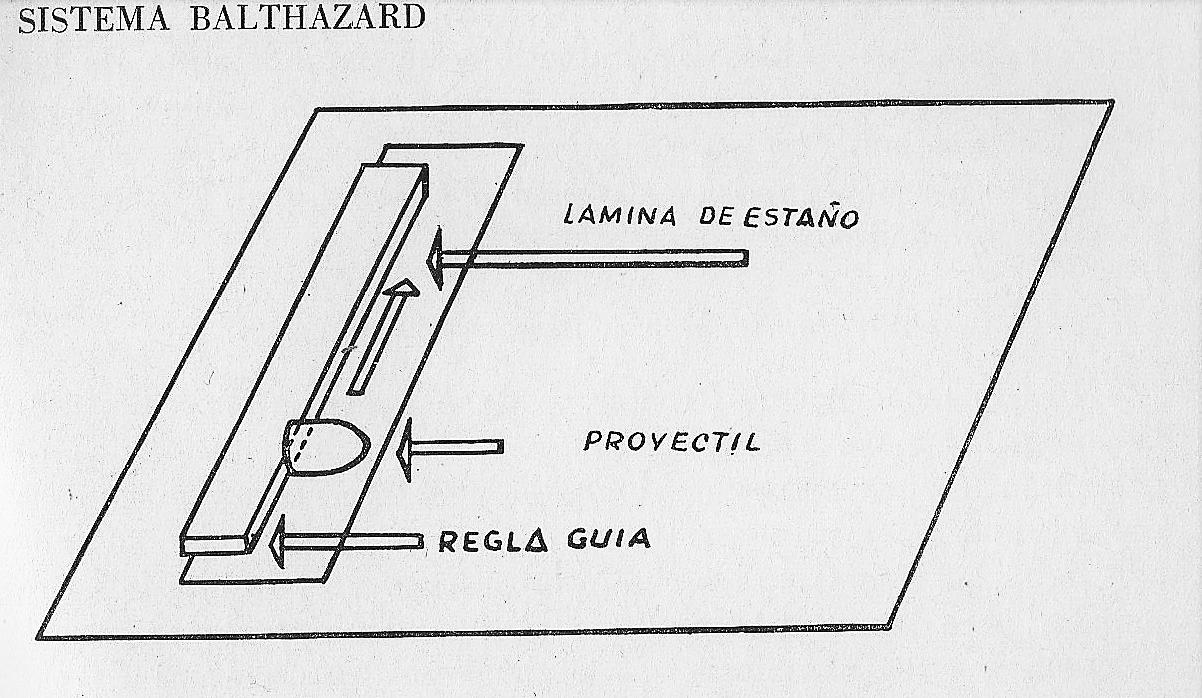
Sistema Balthazaard para calcado de zona de forzamiento de proyectil

En 1913 el criminalista francés Victor Balthazard presentó lo que sería el primer tipo de estudios para ligar un proyectil incriminado con el arma que lo habría disparado. Luego de obtener una muestra testigo, examinaba por medio de una lupa ambos proyectiles. En caso de determinarse coincidencias se colocaban uno junto a otro y eran fotografiados para documentar tal circunstancia. Luego se calcaba una de las fotografías y se superponía sobre la otra para verificar las similitudes de las improntas. Posteriormente se reemplazó el calcado por la utilización de una película transparente que pretendía de esa manera eliminar posibles desviaciones en el trazo durante el calcado.
Más adelante, ya en la década del 20, el mismo Balthazard desarrollaría otro sistema que consistía en hacer rodar ambos proyectiles sobre una delgada lámina de estaño, sobre la que quedaban impresas las marcas, rayaduras, muescas, etc. En un segundo paso se fotografiaban ambas láminas y por último se procedía a su comparación en busca de coincidencias o divergencias. Este último método fue adoptado por la Policía de la Capital en 1922.
Otro sistema que sirvió de inspiración a Belaunde fue el desarrollado por los estadounidenses Goddard y Wite. Ambos proyectiles se colocaban sobre platinas giratorias y se observaban paralelamente a través de un monocular que presentaba la vista partida (una mitad para cada uno). Haciéndose girar uno o el otro proyectil, se ubicaban las improntas similares, lo que luego era documentado por medio del fotografiado.

## ElFotocomparador Belaunde

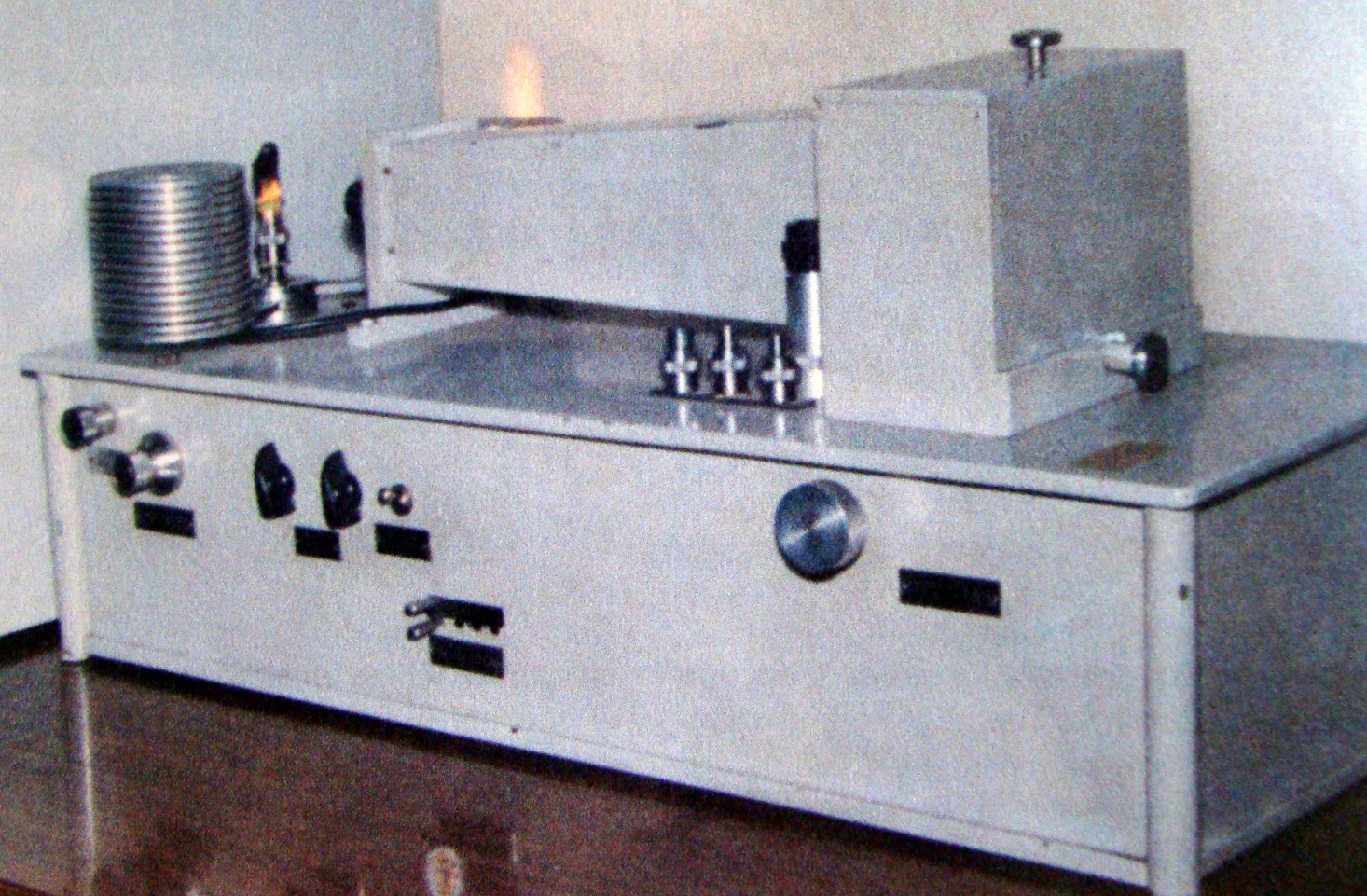
Fotocomparador Belaunde aplicado a la identificación necropapiloscópica de un dígito amputado

Basado en años de práctica en ese tipo de estudios que se reseñan en el punto anterior, y también en su experiencia con la fotografía, Belaunde registra en 1935 bajo el Nro. de Patente 42.482 su sistema fotocomparador balístico cuyas regalías donaría a la Policía y que le valdría recibir el “Premio Donovan” otorgado por la Caja de Socorros de Policías y Bomberos al año siguiente.

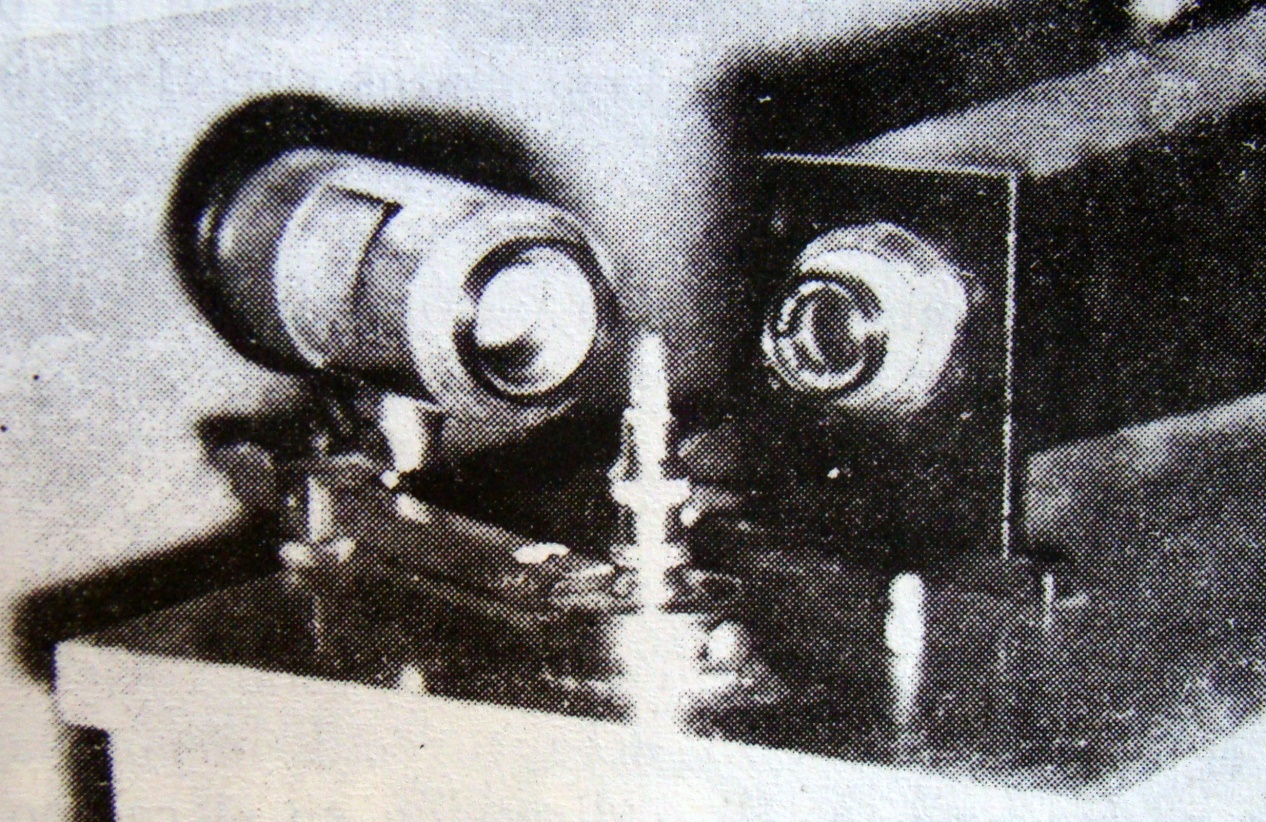
Fuente de luz y Objetivo

¿En qué consistía el Fotocomparador?. Se trataba de un dispositivo en uno de cuyos extremos se encontraba una cámara fotográfica. En el prototipo original esta era de foco fijo, aunque la versión inmediatamente posterior fue perfeccionada y el foco se pudo regular. La cámara poseía un alojamiento para la película fotosensible, la cual tenía la tarea de captar la imagen del proyectil a estudiar. Esa película pasaba por una delgada abertura vertical, de pocos milímetros de grosor.
En el extremo opuesto, el fotocomparador poseía una platina rotativa cilíndrica y de  base plana, sobre la cual se apoyaba el proyectil a estudiar. Ese espacio poseía una fuente de iluminación, con movimiento graduable a criterio del operador.

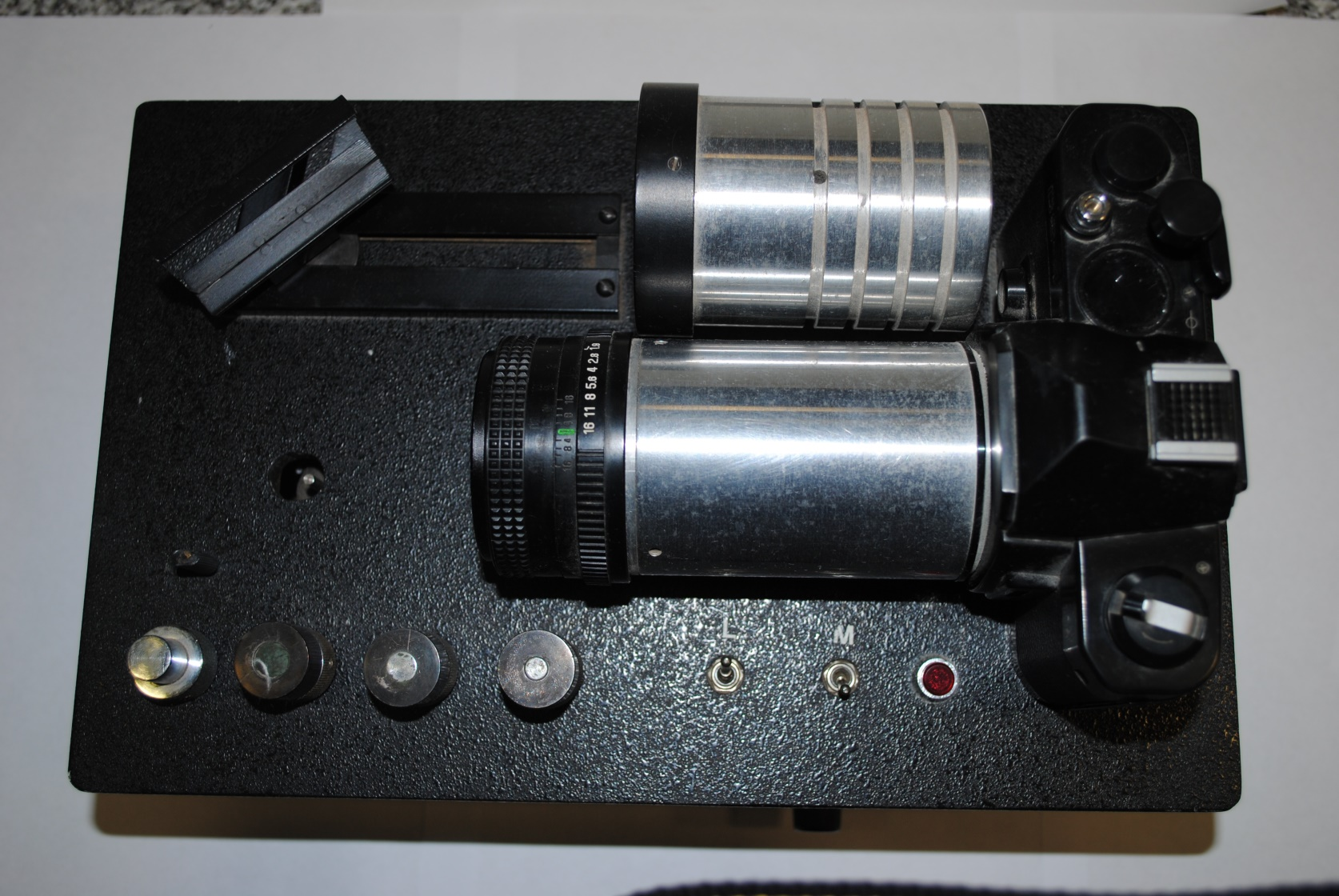
Fotocomparador Belaunde Moderno

Luego de que el dispositivo fuera calibrado, se iniciaba un movimiento sincronizado entre la base cilíndrica y la película fotosensible. Este movimiento era prácticamente imperceptible y generaba un registro total e ininterrumpido de la superficie del cuerpo cilíndrico del proyectil, obteniendo de esta forma una fotografía plana, al que Belaunde denominó “fotodiagrama”.

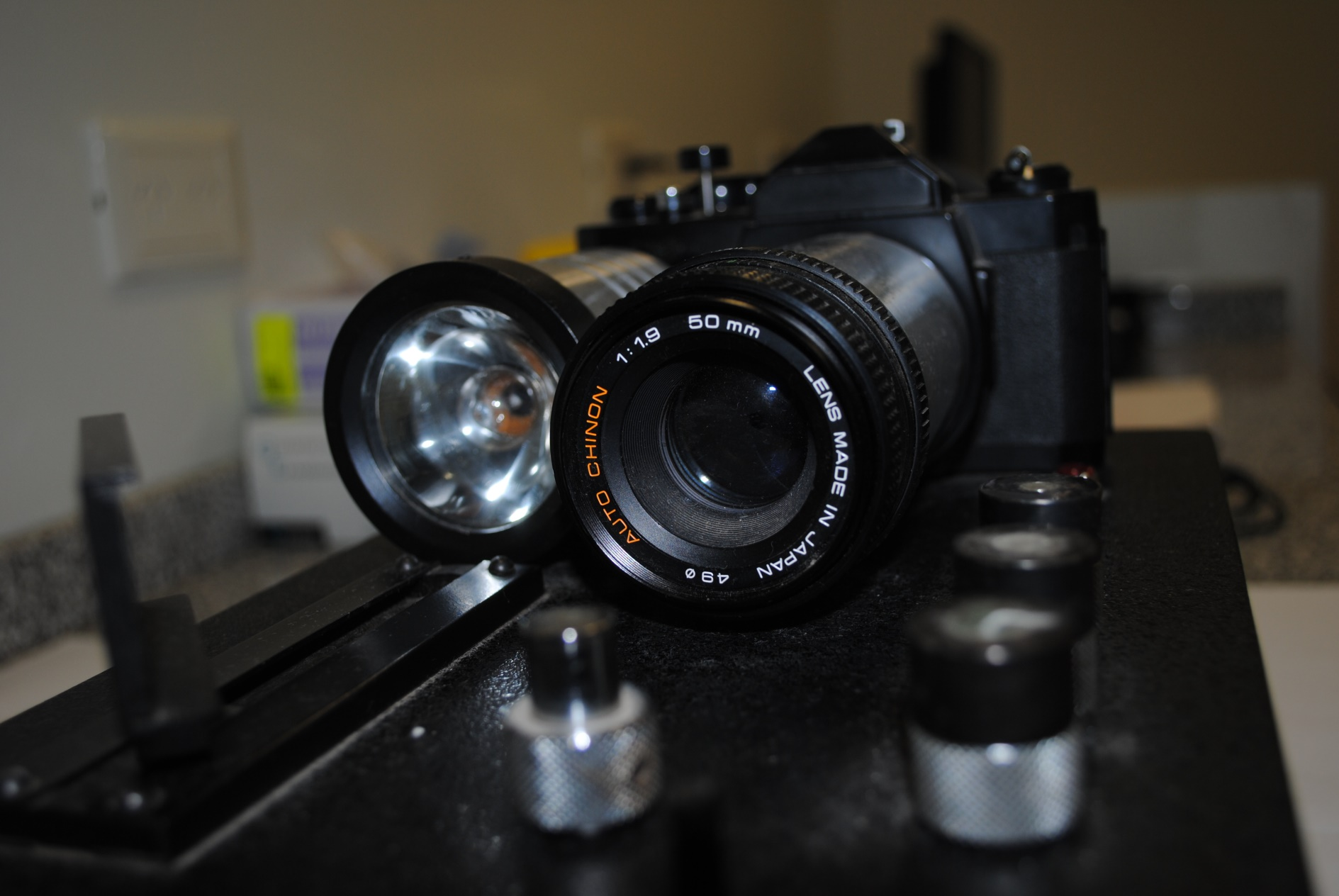
Fotocomparador Belaunde Moderno - Fuente de luz y objetivo

El procedimiento se realizaba tanto sobre el proyectil investigado como sobre el proyectil obtenido del arma sospechada (llamado “testigo”), con el fin de obtener así dos fotodiagramas, y comparar las características que poseían. En caso de cumplir con los requisitos de estar las improntas igualmente situadas, ubicadas y dirigidas, se podía concluir que ambos proyectiles habían sido disparados por la misma arma.

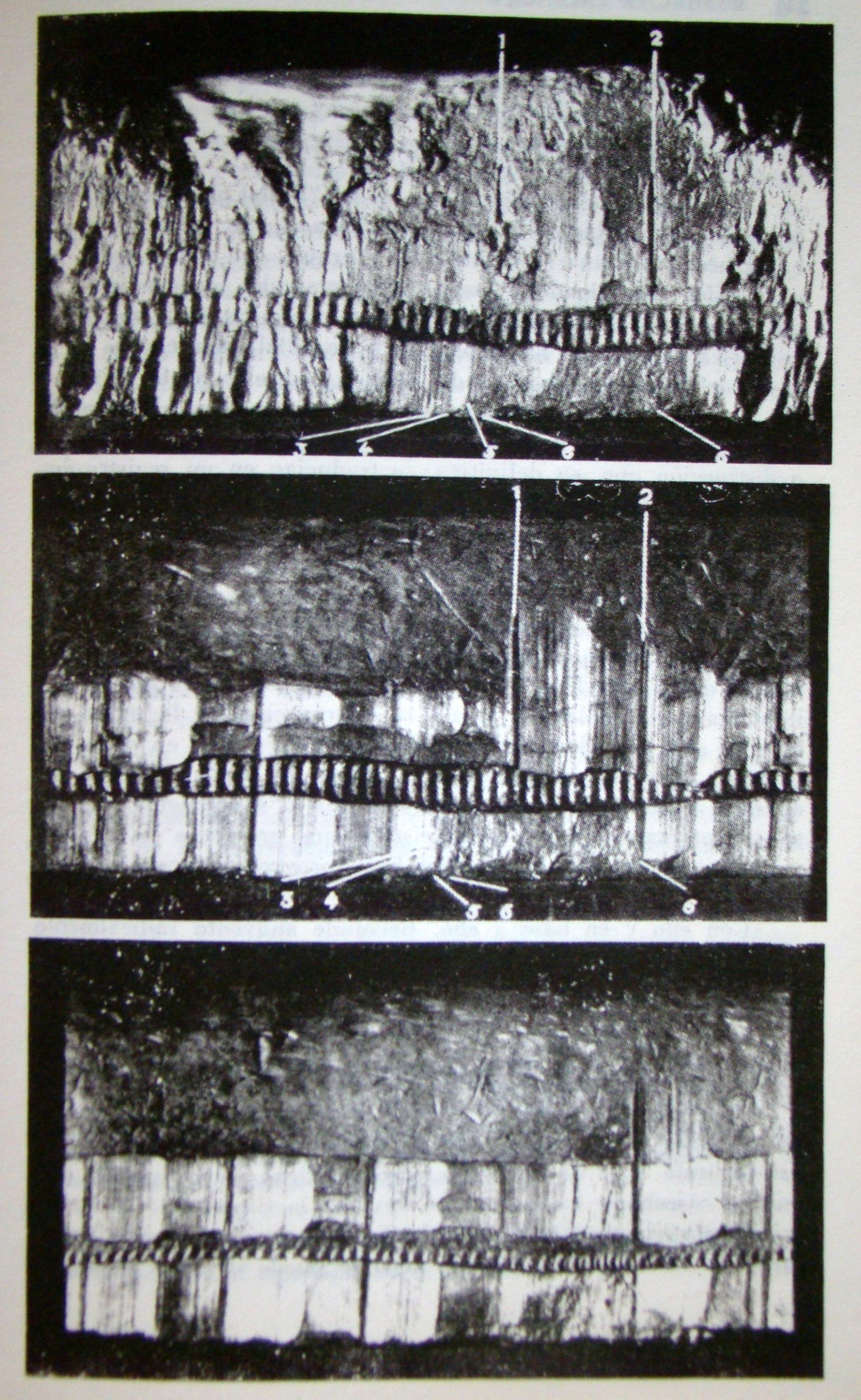
Fotodiograma de la superficie de la zona de forzamiento de un proyectil, y señalización de correspondencia de características de complejos estriales